# Michihiko Hachiya
Michihiko Hachiya (蜂谷道彦, Hachiya Michihiko), né en 1903 à Okayama et mort le 13 avril 1980, est un médecin japonais.

## Biographie
Michihiko Hachiya dirige l’hôpital des communications d'Hiroshima durant la Seconde Guerre mondiale. Le 6 août 1945, il est témoin du bombardement atomique par le B-29 américain Enola Gay. Gravement blessé alors qu'il était chez lui, il se traîne jusqu'à son établissement où il trouve son personnel désemparé face aux flot continu de blessés. Le bombardement fera plus de 100 000 morts. Durant la crise, Michihiko Hachiya tient un journal personnel sur ces évènements. Ce dernier va couvrir la libération soviétique de la Mandchourie, le bombardement de Nagasaki, ainsi que la Capitulation du Japon du 2 septembre 1945. 
La publication du Journal d'Hiroshima (Teishin Igaku) est d'abord refusée par les forces américaines d'occupation du Japon avant d'être autorisée en 1955.

## Ouvrage traduit en français
- Hiroshima : 54 jours d'enfer, Science et vie N° 457 (octobre 1955)
- Journal d'Hiroshima : 6 août-30 septembre 1945, 2015, Tallandier, traduit de l'anglais par Simon Duran.  (ISBN 979-10-210-1077-2)